# Монеты и банкноты режима Виши
В годы Второй мировой войны Вишистская Франция выпускала собственные франки, привязанные к немецкой рейхсмарке. Были выпущены монеты достоинством 10, 20, 50 сантимов и 1, 2, 5 франков. На реверсе новых монет номиналом от 50 сантимов до 5 франков, выпущенных в 1942—1944 годах, был изображён личный герб маршала Петена (неофициальный символ Вишисткой Франции) средневековый двусторонний топорик-франциска — лабрис. Также на монетах присутствовали такие элементы, как колосья пшеницы (пучок собранных воедино колосьев являлся символом фашизма). На аверсе этих монет девиз Французской республики «Свобода, равенство, братство» был заменён на «Travail, Famille, Patrie» («Труд, Семья, Отечество»).
Вторая мировая война и оккупация нанесли Франции огромный ущерб, оцениваемый примерно в 1440 млрд франков. Страна потеряла около 1,1 миллиона человек. Промышленное производство было сокращено на 70 %. Наполовину в сравнении с 1938 годом снизился выпуск продуктов питания, был уничтожен флот. В результате войны было разрушено 2 миллиона зданий, 195,5 тысяч промышленных предприятий, уничтожено 253 тысячи крестьянских хозяйств. Добыча угля снизилась в 4 раза. Франк подешевел в 6 раз. Множество торговых предприятий обанкротилось. Три четверти французов вели полуголодный образ жизни. Расцвела спекуляция.
Монеты режима Виши 1941-1944 гг.
| Изображение | Номинал     | Диаметр | Масса | Гурт     | Аверс                                                              | Реверс                                                                | М/д | Тираж шт.                                                                                              | Металл                |
| ----------- | ----------- | ------- | ----- | -------- | ------------------------------------------------------------------ | --------------------------------------------------------------------- | --- | --- | --------------------- |
|             | 10 сантимов | 21 мм   | 2,5 г | Рубчатый | Надпись "ÉTAT FRANÇAIS" нижняя часть украшена колосьями пшеницы    | Номинал над отверстием по сторонам украшен дубовыми ветвями           | Парижский монетный двор                                                                                                 | 1941 г.70,860,000 1942 г. 139,598,000 1943 г. 48,957,600                                               | Цинк                  |
|             | 10 сантимов | 17 мм   | 1,5 г | Рубчатый | Надпись "ÉTAT FRANÇAIS" нижняя часть украшена колосьями пшеницы    | Номинал над отверстием по сторонам украшен дубовыми ветвями           | Парижский монетный двор                                                                                                 | 1943 г.24,638,000 1944 г. 58,463,000                                                                   | Цинк                  |
|             | 20 сантимов | 24 мм   | 3,5 г | Рубчатый | Надпись "ÉTAT FRANÇAIS" нижняя часть украшена колосьями пшеницы    | VINGT над отверстием по сторонам украшен дубовыми ветвями             | Парижский монетный двор                                                                                                 | 1941 г.54,044,000                                                                                      | Цинк                  |
|             | 20 сантимов | 24,5 мм | 3 г   | Рубчатый | Надпись "ÉTAT FRANÇAIS" нижняя часть украшена колосьями пшеницы    | Номинал над отверстием по сторонам украшен дубовыми ветвями           | Парижский монетный двор                                                                                                 | 1941 г. 31,397,000 1942 г.112,868,000 1943 г. 64,138,000 1944 г. 5,250,000                             | Цинк                  |
|             | 20 сантимов | 24 мм   | 3 г   | Гладкий  | Надпись "ÉTAT FRANÇAIS" нижняя часть украшена колосьями пшеницы    | Номинал над отверстием по сторонам украшен дубовыми ветвями           | Парижский монетный двор                                                                                                 | 1944 г.695,000                                                                                         | Железо                |
|             | 50 сантимов | 18 мм   | 0,8 г | Гладкий  | Эмблема Вишистского правительства -средневековый топорик франциска | Номинал украшенный дубовыми листьями, девиз государства, год чеканки  | Парижский монетный дворПараллельно Бомон-ле-Роже, с 1942 минтмарка "В" Параллельно Кастельсарразен с 1944 минтмарка "С" | 1942 г.50,134,000 1943 г. 84,462,000 "В" 21,916,000 1944 г. 84,462,000 "В" 27,334,000 "С" 27,213,000   | Алюминий              |
|             | 1 франк     | 23 мм   | 1,6 г | Гладкий  | Эмблема Вишистского правительства -средневековый топорик франциска | Номинал украшенный дубовыми листьями, девиз государства, год чеканки  | Парижский монетный дворПараллельно Бомон-ле-Роже, с 1942 минтмарка "В" Параллельно Кастельсарразен с 1944 минтмарка "С" | 1942 г.152,144,000 1943 г. 205,564,000 "В" 68,082,000 1944 г. 50,605,000 "В" 13,622,000 "С" 74,859,000 | Алюминий              |
|             | 2 франка    | 27 мм   | 2,2 г | Гладкий  | Эмблема Вишистского правительства -средневековый топорик франциска | Номинал украшенный дубовыми листьями, девиз государства, год чеканки  | Парижский монетный дворПараллельно Бомон-ле-Роже, с 1942 минтмарка "В" Параллельно Кастельсарразен с 1944 минтмарка "С" | 1943 г.106,997,000 "В" 34,131,000 1944 г. 25,546,000 "В" 10,298,000 "С" 19,470,000                     | Алюминий              |
|             | 5 франков   | 22 мм   | 4 г   | Рубчатый | Профиль Анри Петена                                                | Топрик франциска по центру, разделяющий номинал. По канту идёт лозунг | Парижский монетный двор                                                                                                 | 1941 г.13,782,000                                                                                      | Медно-никелевый сплав |

Банкноты периода 1941—1945
| Аверс | Реверс | Номинал      | Тип  | Эмиссия в обращение | Начало изъятия из обращения | Окончание обмена |
| ----- | ------ | ------------ | ---- | ------------------- | --------------------------- | ---------------- |
|       |        | 5 франков    | 1943 | 21 августа 1943     |                             | 1 января 1963    |
|       |        | 10 франков   | 1941 | 11 ноября 1943      | 5 июня 1951                 | 1 января 1963    |
|       |        | 20 франков   | 1942 | 17 декабря 1942     | 13 ноября 1950              | 1 января 1963    |
|       |        | 50 франков   | 1940 | 21 января 1941      | 4 июня 1945                 | 15 июня 1945     |
|       |        | 100 франков  | 1942 | 21 июля 1944        | 4 июня 1945                 | 15 июня 1945     |
|       |        | 500 франков  | 1940 | 21 февраля 1942     | 4 июня 1945                 | 15 июня 1945     |
|       |        | 1000 франков | 1942 | 21 октября 1942     | 19 мая 1944                 | 15 июня 1945     |
|       |        | 5000 франков | 1942 | 4 июня 1945         | 31 января 1948              | 29 января 1948   |